# Келифский заказник
Келифский государственный заказник расположен в юго-восточной части Туркменистана на территории Лебапского велаята. Келифский заказник находится в ведении Амударьинского государственного заповедника.

## Общие сведения
Келифский природный заказник расположен на юго-востоке Туркменистана на территории Халачского и Керкинского этрапов на расстоянии 340 километров от административного корпуса Амударьинского государственного заповедника, в ведении которого он находится.
Келифский заказник содержит систему солончаковых котловин, известных под названием Келифский Узбой. До 1923 года это были преимущественно сухие остатки древней дельты реки Балх. В 1923 году и 1940 году воды Амударьи были пущены по искусственному каналу Бассага на территорию Келифского Узбоя, образовав систему озёр, которые получили название Келифские озёра. С 1950-х годов озёра стали местом для гнездования и зимовки гусеобразных и других водно-болотных птиц. До конца 1960-х годов систематических учётов птиц на озёрах не проводилось, но первые замеры показали, что Келифские озёра стали очень значимыми местообитаниями водно-болотных птиц.
В 1970 году Туркменское общество охраны природы инициировало создание заказника на территории озёр. Келифский заказник был организован 2 декабря 1970 года Постановлением Совета Министров ТССР №515. Площадь заказника составила 103 000 гектар.
В 1977 году было проведено лесоустройство заказника. Впоследствии, в процессе заиления и чрезмерного зарастания, озёрная система утратила своё значение массовой зимовки водоплавающих птиц. Ситуация начала исправляться с середины 1980-х годов за счёт вод Амударьи, вновь пущенных на территорию Келифских озёр, а также строительства Зеидского водохранилища. С середины 1990-х роль заказника как места концентрации водоплавающих птиц, особенно в зимний период, стала вновь возрастать.